# 伊丽莎白·戈卢别娃
伊丽莎白·谢尔盖耶芙娜·戈卢别娃（俄語：Елизаве́та Серге́евна Гóлубева，1996年9月19日—），旧姓卡泽林娜（Казелина），俄罗斯女子速度滑冰运动员，2016年世界单程距离速度滑冰锦标赛女子团体追逐赛铜牌得主、2019年世界单程距离速度滑冰锦标赛女子集体出发赛和女子团体追逐赛铜牌得主、2020年世界单程距离速度滑冰锦标赛女子1500米铜牌得主、2021年世界速度滑冰锦标赛女子1000米和女子团体追逐赛铜牌得主。